# Пісажовиці (Великопольське воєводство)
Пісажовиці (пол. Pisarzowice) — село в Польщі, у гміні Кобиля-Гура Остшешовського повіту Великопольського воєводства.
Населення — 307 осіб (2011).
У 1975—1998 роках село належало до Каліського воєводства.

## Демографія
Демографічна структура станом на 31 березня 2011 року:
|          | Загалом | Допрацездатний вік | Працездатний вік | Постпрацездатний вік |
| -------- | ------- | ------------------ | ---------------- | -------------------- |
| Чоловіки | 152     | 32                 | 111              | 9                    |
| Жінки    | 155     | 41                 | 87               | 27                   |
| Разом    | 307     | 73                 | 198              | 36                   |